# Relations entre l'Allemagne et la Croatie
Les relations entre l'Allemagne et la Croatie sont les relations bilatérale entre l'Allemagne et la Croatie, deux États membres de l'Union européenne. La Croatie a une ambassade à Berlin et cinq consulats à Düsseldorf, Francfort-sur-le-Main, Hambourg, Munich et Stuttgart tandis que l'Allemagne a une ambassade à Zagreb et un consulat honoraire à Split.

## Histoire

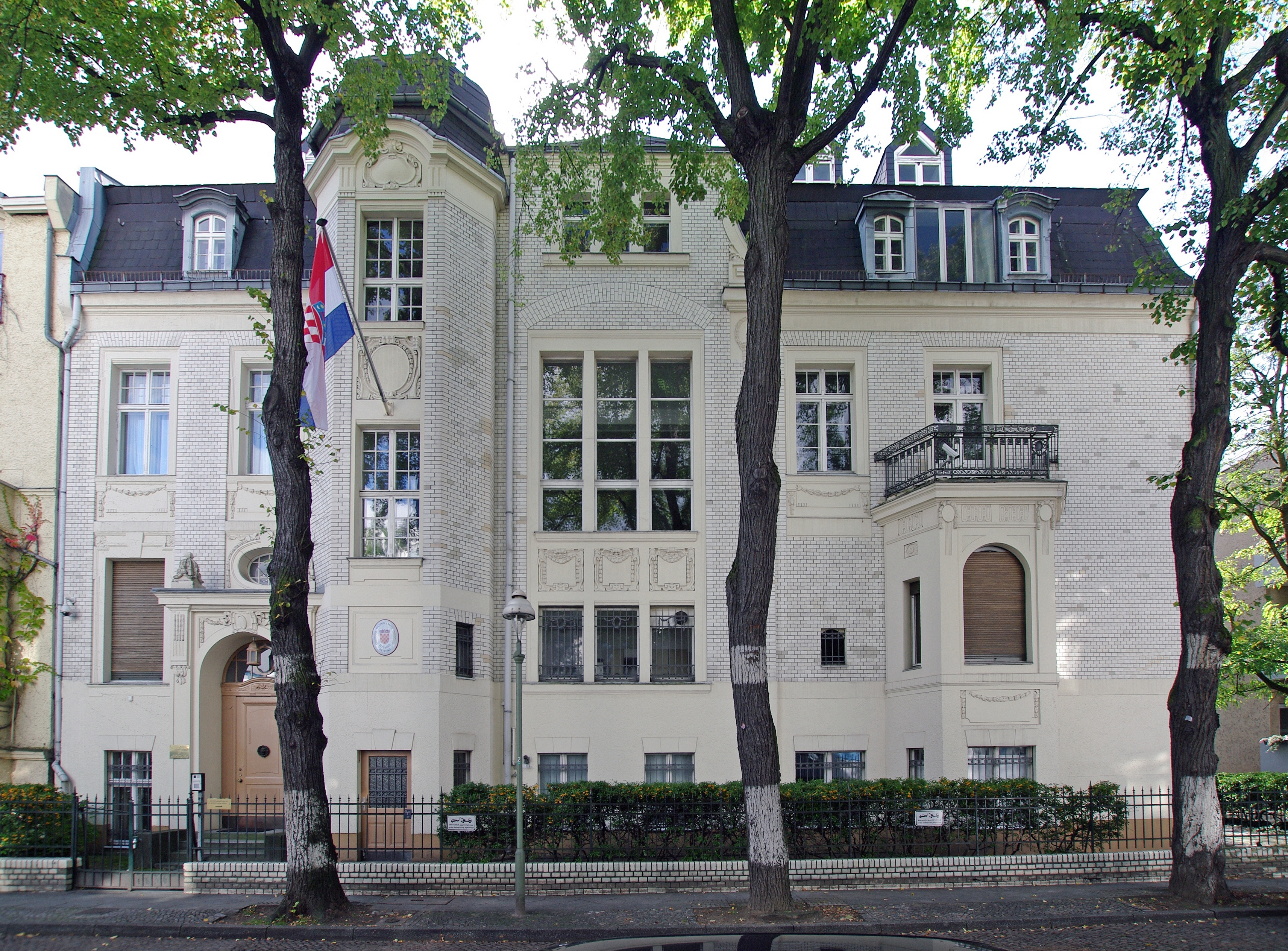
Ambassade de Croatie en Allemagne (Berlin).

### Indépendance de la Croatie (1991-1995)
En 1991, la République fédérale d'Allemagne nouvellement réunifiée a joué un rôle actif dans la reconnaissance européenne de l'indépendance de l’État croate. Les relations entre les deux pays ont été établies le 15 janvier 1992.
Cette reconnaissance rapide a fait l'objet de critiques car elle fut considérée comme un frein à une résolution globale des conflits en Yougoslavie. L'ancien ministre fédéral des Affaires étrangères allemands Hans-Dietrich Genscher, estimait alors que seule la décision d'acter la reconnaissance de la Croatie avait été prise rapidement en Allemagne et celle-ci se serait étroitement coordonnée avec ses partenaires européens.
La guerre de Croatie ne put être empêchée par la diplomatie allemande qui, partisane de l'indépendance du pays, s'engagea dans un engagement humanitaire pour les victimes de guerre croate. Durant cette période, de nombreux Croates sont venus en Allemagne comme réfugié et constitue désormais une part importante de la population allemande.

### Fin de la guerre de Croatie et intégration dans les structures européennes (1995-2013)
Les efforts de la communauté internationale pour la paix en Croatie ont pris fin par l'accord d'Erdut de 1995.
En conséquence, l'Allemagne a cherché à intégrer la Croatie dans les structures européennes. Depuis 2009, l'État est membre de l'OTAN.

### Depuis l'adhésion croate à l'Union européenne (depuis 2013)
La Croatie a rejoint l'Union européenne le 1er janvier 2013.

## Diasporas
Selon les données de l'Office fédéral allemand de la statistique pour 2008, 223 056 ressortissants croates vivaient en Allemagne à cette époque. Dans le recensement croate de 2001, 2 902 personnes se sont déclarées d'origine ethnique allemande. La minorité « Allemands et Autrichiens » est officiellement reconnue en Croatie.

## Sources
- (de) Cet article est partiellement ou en totalité issu de l’article de Wikipédia en allemand intitulé « Deutsch-kroatische Beziehungen » (voir la liste des auteurs).

## Compléments